# Michael Pfeiffer (Fußballspieler)
Michael „Michel“ Pfeiffer (* 19. Juli 1925 in Eschweiler; † 2. Januar 2018 in Vaals, Niederlande) war ein deutscher Fußballspieler und -trainer.

## Leben
Er startete seine Fußballerkarriere bei der heimischen SG Eschweiler, ehe er sich 1949 Alemannia Aachen anschloss. Dort brachte er es im Dezember 1953 zum Nationalspieler, als er im Länderspiel im Wembley-Stadion vor 100.000 Zuschauern gegen England debütierte. Dies sollte sein einziges A-Länderspiel bleiben. Pfeiffer war damit nach Reinhold Münzenberg der 2. Nationalspieler von Aachen. Für die Alemannia bestritt Pfeiffer in neun Jahren insgesamt 244 Meisterschaftsspiele, in denen er 75 Tore erzielte.
Seine Karriere setzte er nach seiner Zeit in Aachen bei Rot-Weiss Essen (1958–1961) und Fortuna Geleen (1961–1963) fort. Nach seinem Laufbahnende wurde er Trainer. Alemannia Aachen betreute er von Anfang 1967 bis 1969, dort erreichte Pfeiffer auf Anhieb den Aufstieg in die erste Bundesliga und wurde im zweiten Jahr Vizemeister hinter Bayern München. Danach wurde sein Vertrag nicht mehr verlängert und der Verein stieg im darauf folgenden Jahr ab. Pfeiffer betreute den Verein ein zweites Mal 1973/74 in der Regionalliga West, er führte die Alemannia in die neu gegründete Zweite Bundesliga, wurde aber bereits im September 1974 entlassen. Daneben trainierte er Roda Kerkrade (1963–1965), den FK Pirmasens (1970/71), Austria Salzburg (1972), den BSV Schwenningen (1976/77) sowie den tunesischen Club CS Sfax (1980/81). Dort wurde er mit dem Verein auf Anhieb tunesischer Meister. Danach beendete er seine Trainerlaufbahn.
Pfeiffer lebte im niederländischen Vaals. Er war verheiratet und hatte zwei Kinder.